# Планетата на децата
„Планетата на децата“ е песен на певицата Крисия Тодорова и братята пианисти Хасан и Ибрахим Игнатови, представила България на дванадесетото издание на детския песенен конкурс „Евровизия“.
Представителите са избрани чрез вътрешна селекция, като за реализация на участието обединяват сили българският национален телеоператор БНТ и частният Би Ти Ви. Завоювала подгласническото място, песента отбелязва най-високия резултат на страната на европейския конкурс.
Лирическата героиня в песента е фея, чието желание е да направи Земята място без глад, страх и война, а всички хора да бъдат превърнати в деца, защото в детския свят противоречия не съществуват, а само хубави неща.

## Предистория
Българската национална телевизия отправя предложение към Павел Станчев, изпълнителен директор на „Би Ти Ви Медиа Груп“, Крисия да представи страната на европейския конкурс. Това е оповестено в шоуто на Слави Трифонов на 25 юли 2014 година. Предложението е прието и скоро след това започва работата по проекта.
| „                                            | Благодарение на поканата от БНТ ние започнахме да работим по този проект и с моите колеги направихме една песен, която е за соло вокал, като решихме да включим и двамата близнаци Хасан и Ибрахим. Те ще свирят на два рояла и така се получава много интересно трио. | “ |
| Евгени Димитров – Маестрото пред Дарик радио | |   |

## Композиция и работен процес
Песента е написана в ла минор и е с триминутна продължителност. Състои се от два куплета, припев и мост, включващ самостоятелното изпълнение на пианата. Гласът на певицата в песента обхваща от A3 (ла от малка октава) до E5 (ми от втора октава).
Музиката към песента е записана от Плевенска филхармония под диригентството на Йордан Дафов. Записите са осъществени от Максим Горанов в зала „Емил Димитров“ на читалище „Съгласие-1869“. Текстът е написан от Крисия и Ивайло Вълчев, след като певицата изслушва песента и разказва за чувствата си.
Да се добави звученето на симфоничен оркестър е решено след разговор с директора на филхармонията Любо Дяковски, като това има за цел да обогати звучността на песента, иначе звучаща „доста романтично, като саундтрак от анимационен филм“. Евгени Димитров твърди, че от голямо значение за красотата на песента е оркестровото участие и това е добър повод Плевенската филхармония да се присъедини.
Маестрото споделя, че за него е значително предизвикателство да обедини гласа на Крисия със звука на двата рояла, при които в един момент от песента се получава закачка, последвана от преминаването на виртуозното свирене в звучене на концерт за пиано и оркестър. За оформяне на цялостното поп звучене спомага и „Ку-Ку бенд“.
Димитров остава с отлични впечатления от съвместната работа и не изключва възможността за бъдещи проекти. Що се отнася до трите деца, макар Крисия да се запознава с Хасан и Ибрахим непосредствено преди записването на песента, тя успява бързо да се сработи с тях.

## Премиерна дейност
Песента е представена официално на 9 октомври посредством нейния видеоклип в „Шоуто на Слави“. Създадена е официална фейсбук страница, носеща имената на тримата участници, в която освен новини и детайли около представянето им се публикуват снимки и клипове от техни изяви. Заснето е видеопослание на английски език, както и такова към българите в чужбина. В допълнение на това е предвидено Крисия, Хасан и Ибрахим да участват в няколко концерта в различни малтийски градове.

### Видеоклип
Видеоклипът е заснет в просторна зала, в която се откриват два рояла (черен и бял), използвани от Хасан и Ибрахим. За подобряване ефектността му е използван сух лед, целящ от своя страна да създаде ефект на дим в самото помещение. По думите на Крисия денят, в който е заснет видеоклипът е сред най-щастливите ѝ и се е забавлявала много. Снимките започнали в шест сутринта и приключили в пет следобед, а след края на снимачния процес певицата признала пред себе си, че би снимала видеоклипове ежедневно.
Любопитен факт е, че певицата сменя четирите си тоалета многократно. Това е посрещнато с чувство за хумор от авторите на Wiwibloggs, заявяващи, че участващите в конкурса песни се разкриват по-бързо, отколкото могат да се преброят смените на тоалетите в клипа.

## Критически отзиви
Преобладават положителните отзиви към песента. Хасан ал-Казири от Oikotimes пише, че освен добре продуцирания видеоклип, мелодията е сред най-добрите изпращани някога на детското издание на конкурса, а и изпълнението на Крисия е обещаващо. „Ако тя пее по този начин и по време на живото изпълнение, България би имала потенциал за трофея“, споделя той. От Junioreurosong определят песента като „мощна и докосваща балада“. Подобно на автора от Oikotimes, от сайта считат, че ако Крисия пее по същия начин и сценичното представяне е подобаващо, това трябва да се види.
След като песента печели организирана от Wiwibloggs анкета с над 1500 гласа и дял около 37 на 100, авторите признават, че „тяхната великолепна, богата и донякъде ретро пиано балада с позитивно послание заслужи и нашите аплодисменти“. За песента се изказва и авторката на Allthingseurovision, според която песента би пожънала успех и на изданието за възрастни. Тя добавя, че „Планетата на децата“ е още една причина да харесва конкурса, благодарение на който „достигаме до големи песни, изпълнени от деца с гласове, по-големи от самите тях, което не е нещо обичайно“.
Особено впечатляващо е мнението на Руй Кравейро: „Това не е обикновена балада, а по-скоро приказноподобна, фантастична балада, изключително замислена и изкусно изпипана до най-малкия детайл (завладяващият текст на песента за феята, която желае да стане супергерой и създаде планета без война и глад е просто вълшебен, а гласът на Крисия се лее като кадифе). Харесвам клавирното майсторство на Хасан и Ибрахим, най-вече в частта със соло изпълнението – като красива водна каскада, вдъхваща живот. Ако има някаква справедливост на света, песента трябва да попадне сред най-добрите пет, но всичко зависи от сценичното представяне“, мисли португалецът.
Сред негативните е мнението на авторка от Wattpad, която смята, че песента е „петдесет на петдесет“ и пише, че след като я е изслушала си е помислила: „О, нека позная, още една от онези балади“. Същата допълва, че самата песен е „за децата на Земята и нищо повече“, като я впечатлява партията на пианата, но не и вокалното изпълнение.

## Изпълнения на живо
Крисия изпълнява „Планетата на децата“ на живо за пръв път към края на октомври 2014 година в предаване по случай петдесет и пет годишнината на Българската национална телевизия. Следва участието на „Евровизия“, носещо най-големия успех на България на конкурса (вж. Евровизия). След „Евровизия“ Крисия изпълнява песента на концерт в Националния дворец на културата, организиран от болница „Лозенец“ по случай десетгодишнината от първата извършена чернодробна трансплантация в страната. Там тя среща естрадната прима Лили Иванова, от която получава комплименти за представянето си в Малта. На 27 ноември гостува в Димитровград, за да изпълни песента на запалването на коледната елха в града. Не след дълго малката певица изпява песента редом с християнския химн „Amazing Grace“ в Европейския парламент, като по план това трябвало да се случи в присъствието на Барак Обама, но американският президент така и не се появява. Песента участва и в програмата на благотворителния концерт „Българската Коледа“, където Крисия излиза към края на програмата, придружена от Хасан и Ибрахим.

## Евровизия
Екип от десет души, сред които Евгени Димитров, майката, вокалният педагог и сестрата на певицата, бащата на пианистите и репортери от двете телевизии, заминава за Валета на 9 ноември, шест дни преди Големия финал.

### Репетиции
Първата репетиция на българските представители се провежда в деня, следващ този на пристигането им. От нея стават ясни някои детайли около представянето – Хасан и Ибрахим са от лявата и дясната страна на Крисия (съответно на черно и бяло пиано), съпътстващите изпълнението графики са предимно в син цвят и включват облаци, дървета и зелени цветя, а по време на припева се появяват планини със заснежен път, който води до внушителен замък. Изпълнението обаче протича на плейбек поради оплаквания от болки в гърлото от страна на Крисия.
На 12 ноември се провежда втората репетиция, по време на която участниците носят отредените за финалната вечер облекла; Крисия е облечена в дълга черно-бяла рокля с червена панделка от задната страна по дизайн на София Борисова, Хасан е в черен костюм, а Ибрахим е в бял. Този път Крисия пее на живо, стремейки се да избягва високите тонове, за да запази сили за концерта. Като сценични ефекти са използвани фойерверки и дим.
Изпълнението на българските участници на генералната репетиция е провалено скоро след излизането им на сцена поради внезапен срив в електрозахранването на залата (изгорял генератор по първоначални данни, по-късно потвърдено на специална пресконференция). Крисия продължава да пее известно време след появата на проблема, което е посрещнато от публиката с овации. Благодарение на намесата на опитен екип техническата неизправност е отстранена и репетицията продължава успешно. По-късно вечерта изпълнителният продуцент на шоуто поднася своите извинения.

### Финал
Песента е изпълнена на сцената в малтийския град Марса на 15 ноември 2014 година под пореден номер втори. Тя събира общо 147 точки, което я класира на второ място. От първото място песента делят 12 точки, а спрямо третата в класацията се наблюдава разлика от 1 точка.
В пресцентъра на конкурса отразяващите го журналисти гласуват за своите фаворити. Макар и втора в крайното класиране на конкурса, „Планетата на децата“ печели техните симпатии, нареждайки се първа в класация им с преднина от 71 точки спрямо действителния победител.